# Alysh

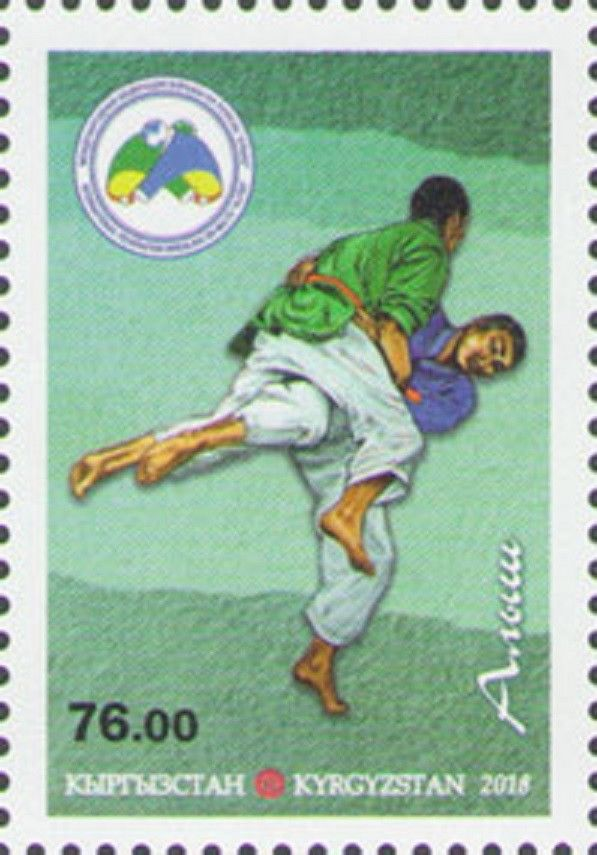
Alysh auf einer kirgisischen Briefmarke von 2018

Alysch  (kirgisisch Алыш) ist ein alttürkischer Begriff für traditionelle zentralasiatische Varianten des Gürtelringens. Wörtlich bedeutet er „Kämpfen, um den Stärksten zu ermitteln“. Alysh ist Mitglied im Weltverband der Amateur-Ringer und der International Belt Wrestling Koresh Federation.

## Regeln
Die Wettkämpfer tragen üblicherweise entweder ein grünes oder ein blaues Shirt, das bis zu den Hüften reicht und eine weiße Hose, die an den Knöcheln endet. Abgerundet wird dies durch einen roten Gürtel. Ein Kampf dauert in der Regel fünf Minuten, für Kinder, Frauen und Ältere gelten kürzere Kampfzeiten.
Beide Wettkämpfer halten sich an dem Gürtel des Gegners fest und auch während des Kampfes darf dieser nicht losgelassen werden. Ziel ist es, den Gegner in der vorgegebenen Zeit zu Fall zu bringen, sodass dieser mit einem anderen Körperteil als den Füßen den Boden berührt.

## Wettbewerbe
Alysh ist eine regelmäßige Sportart bei den Welt-Nomaden-Spielen und den asiatischen Hallen- und Kampfsportspielen und war als Belt Wrestling auch bei den bisherigen Ausgaben der World Combat Games vertreten. Auch gibt es Weltmeisterschaften in dieser Sportart.

## Bekannte Sportlerinnen und Sportler
- Zuhra Madraimowa turkmenische Alysh-Athletin,  Goldmedaillengewinnerin 2017
- Nasiba Surkiewa – turkmenische Nationaltrainerin und -athletin, Goldmedaillengewinnerin 2017
- Gregori Rudelson – israelischer Judoka und Alysh-Ringer